# Tubo seminífero

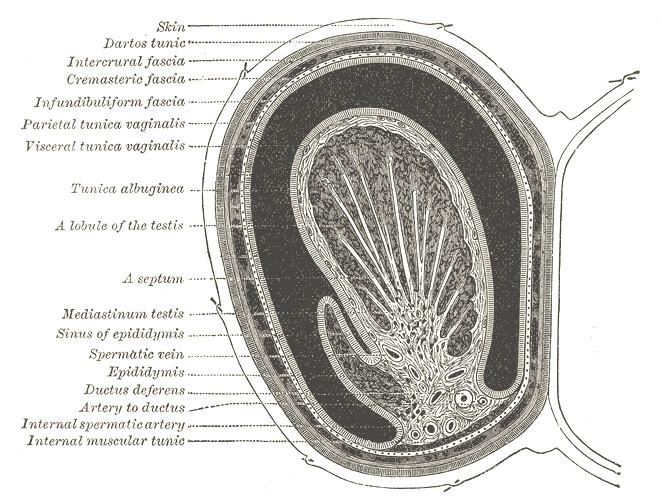
Secção transversal pelo lado esquerdo do escroto e do testículo esquerdo. O saco da túnica vaginal está representado em condição distendida

É nos tubos seminíferos (ou túbulos seminíferos) que os espermatozoides são produzidos. Cada testículo possui de 250 a 1000 túbulos que medem aproximadamente 150 a 250 µm de diâmetro e 30-70 centímetros de comprimento cada um, sendo o comprimento combinado dos túbulos de um testículo de aproximadamente 250 metros.
Os túbulos seminíferos são constituídos por uma parede conhecida como epitélio germinativo ou epitélio seminífero, que é envolta por uma lâmina basal e por uma bainha de tecido conjuntivo formado de algumas camadas de fibroblastos. A camada localizada mais internamente, que se encontra aderida à lâmina basal, é formada por células mióides achatadas e contráteis e que possuem características de células musculares lisas. As denominadas células de Leydig ou células intersticiais ocupam a maior parte do espaço entre os túbulos seminíferos.
Os tubos seminíferos são revestidos por uma capa de epitélio estratificado especializado e contêm em seu interior dois tipos celulares*
- Células de Sertoli - com funções de nutrição e sustentação dos espermatozoides.
  - As células de Sertori são células cilíndricas e se estendem desde a membrana basal até a luz do epitélio. Essas são responsáveis pelo abecedário de interdigitação de células mioides e união de células de Sertoli. Ela também produz uma secreção chamada ABP, cuja função é atrair a testosterona para dentro do túbulo seminífero, para assim ocorrer a produção do espermatozoide.
- Células espermatogênicas - produtoras de espermatozoides.
  - As células espermatogênicas se encontram no testículo pós-tuberal, e está formado por 4 ou 5 capas concêntricas com respeito a luz do tubo seminífero.

Entre os Tubos seminíferos existe um tecido conectivo laxo, o tecido intersticial, que está formado por células de leydig, que são responsáveis pelo secreção da hormona masculina, testosterona.